# Tripogon
Tripogon là một chi thực vật có hoa trong họ Hòa thảo (Poaceae).

## Loài
Chi Tripogon gồm các loài: